# 1736 en santé et médecine
| Années de la santé et de la médecine : 1733 - 1734 - 1735 - 1736 - 1737 - 1738 - 1739    |
| Décennies de la santé et de la médecine : 1700 - 1710 - 1720 - 1730 - 1740 - 1750 - 1760 |

Cet article présente les faits marquants de l'année 1736 en santé et médecine.

## Événements
Angleterre
- John Fothergill (1712-1780) obtient son diplôme de médecin à l'Université d’Édimbourg.

États-Unis
- 31 mars : fondation du Bellevue Hospital à New York aux États-Unis[1].

France
- 3 septembre : déclaration portant que le premier chirurgien du roi sera autorisé à nommer des lieutenants et greffiers dans les communautés des maîtres chirurgiens des villes du royaume[2].
- La mort de son père et l'héritage qu'il en reçoit permettent à Daubenton (1716-1799) d'arrêter de suivre en secret les cours de médecine et d’anatomie et de choisir lui-même sa carrière de naturaliste et de médecin.

Mexique
- En octobre, une épidémie de matlazáhuatl (peut-être la variole) éclate dans les environs de Mexico où l'Église catholique enterra dans 5 de ses cimetières extramuros 40 150 personnes victimes de l'épidémie[3].

Suisse
- Albrecht von Haller (1708-1777) prend la chaire d’anatomie, de chirurgie et de botanique à l'Université de Göttingen.

## Publications
- Philippe Hecquet (1661-1737) fait éditer :
  - Lettre sur la convulsionnaire en extase ou la vaporeuse en rêve, 1736 (lire en ligne).
  - La suceuse convulsionnaire ou la Psylle miraculeuse, 1736 (lire en ligne).
- Première publication de :
  - De morbis venereis de Jean Astruc (1684-1766)[4]. Il y explique que la syphilis vient d' Amérique[5].
  - Elementa chemiae medicae de Johann Friedrich Cartheuser (1704-1777)[6].
  - L'Art de guérir par la saignée de François Quesnay (1694-1774)[7].

## Naissances
- 5 février : Frédéric-Louis Allamand (mort vers 1803), médecin et botaniste suisse[8].
- 3 août : Louis Vitet (mort en 1809), médecin et homme politique français, maire de Lyon[9].
- 3 décembre : Jean Colombier (mort en 1789), médecin militaire, chirurgien et hygiéniste français.

Date inconnue
- Thomas Fowler (mort en 1801), pharmacien et médecin anglais, médecin de l'« hôpital des fous d'York ».
- Louis Lepecq de la Clôture (mort en 1804), médecin des épidémies pour la généralité de Normandie.
- John Eliot (mort en 1786), médecin écossais.

## Décès
- 13 décembre : Georges Mareschal de Bièvre (né en 1658), premier chirurgien et confident du roi Louis XIV. Il est remplacé à ce poste par Lapeyronie (1678-1747).